# Phelsuma ornata
Phelsuma ornata is een hagedis die behoort tot de gekko's. Het is een van de soorten madagaskardaggekko's uit het geslacht Phelsuma.

## Naam en indeling
De wetenschappelijke naam van de soort werd voor het eerst voorgesteld door John Edward Gray in 1825. Oorspronkelijk werd de wetenschappelijke naam Phelsuma ornatum gebruikt. De soortaanduiding ornata betekent vrij vertaald 'geornamenteerd'.
De hagedis stond ook wel bekend als Vinsons daggekko (Phelsuma vinsoni).

## Uiterlijke kenmerken
De hagedis bereikt een lichaamslengte 5,3 centimeter, de totale lengte inclusief staart is 13 cm. De lichaamskleur is groen, de gekko heeft een duidelijke tekening met opvallende strepen. Op het midden van het lichaam zijn 91 tot 105 schubbenrijen aanwezig.
Phelsuma ornata heeft een zeer kleurrijk lichaam, de wetenschappelijke soortnaam ornata verwijst hiernaar en betekent 'geschilderd'. De basiskleur is grijzig of bruin, in tegenstelling tot de heldergroene kleur van een aantal meer bekende Phelsuma- soorten. De staartpunt is hemelsblauw maar wordt naar de basis toe azuurblauw en is voor iets meer dan de helft dun felrood tot oranje gebandeerd. Na de staartwortel wordt deze bandering een vlekpatroon van dicht verspreide, felrode vlekken en de rug aan de kopzijde kleurt meestal blauw. De poten zijn overwegend bruin of grijs met blauwe spikkeltjes en een rood vlekpatroon. Vanaf de voorpoten tot de snuit is de kleur grijsbruin met op de snuitpunt enkele felle rode en blauwe vlekken, een belangrijk kenmerk van deze soort.

## Levenswijze
Zoals alle madagaskardaggekko's is ook deze soort overdag actief en eet niet enkel insecten zoals de meeste hagedissen, maar voedt zich ook nectar.

## Verspreiding en habitat

Verspreidingsgebied in het rood.

De soort komt voor in delen van Afrika en leeft endemisch in de Mascarenen. De hagedis is hier aangetroffen op Mauritius en leeft op de eilanden Round Island, Gunner's Quoin en Coin de Mire. De habitat bestaat uit droge tropische en subtropische bossen. Ook in door de mens aangepaste streken zoals stedelijke gebieden kan de hagedis worden gevonden. De soort is aangetroffen van zeeniveau tot op een hoogte van ongeveer 520 meter boven zeeniveau.

## Beschermingsstatus
Omdat het verspreidingsgebied zo klein is is de soort erg kwetsbaar maar in de natuur komt de gekko nog algemeen voor. Door de internationale natuurbeschermingsorganisatie IUCN is de beschermingsstatus 'veilig' toegewezen (Least Concern of LC).